# Coupe des vainqueurs de coupe de la CONCACAF 1991
Navigation
Édition suivante
La Coupe des vainqueurs de coupe de la CONCACAF 1991 est la première édition de cette compétition organisée par la CONCACAF. Elle est remportée par le club salvadorien de l'Atlético Marte.

## Phase préliminaire

### Zone Nord
| 9 janvier 1991 | Brooklyn Italians | 0 - 3 | Universidad de Guadalajara | New York |  |
|                |                   |       |                            |          |  |

| 20 novembre 1991 | Universidad de Guadalajara        | 3 - 1 | Brooklyn Italians | Guadalajara |  |
|                  | Chagas 22e · Faría 29e · Mora 75e |       | Mueller 50e       |             |  |